# Béla Balázs
Béla Balázs [ˈbeːlɒ ˈbɒlaːʒ], właściwie Herbert Bauer (ur. 4 sierpnia 1884 w Segedynie; zm. 17 maja 1949 w Budapeszcie) – węgierski teoretyk kina, estetyk, scenarzysta filmowy, pisarz i poeta pochodzenia żydowskiego.
Balázs jest autorem m.in. librett do jedynej opery Bartóka – Zamku Sinobrodego oraz do baletu Drewniany książę tegoż kompozytora. Jednym z jego przyjaciół był György Lukács.
Swoje pierwsze opracowanie na temat teorii filmu (Widzialny człowiek) napisał w 1924, dało ono początek postrzeganiu filmu jako nowego środka wyrazu, tzw. teorii „film jako język“, która wywarła następnie wpływ na Eisensteina i Pudowkina. Napisał również scenariusz do filmowego debiutu Leni Riefenstahl Das blaue Licht (Niebieskie światło, 1932). Innym znanym jego filmem jest Gdzieś w Europie (1947).
W 1949 otrzymał Nagrodę Kossutha, a w 1958 nazwano jego imieniem nagrodę filmową.